# Geolyces seriata
Geolyces seriata är en fjärilsart som beskrevs av W. Warren 1905. Geolyces seriata ingår i släktet Geolyces och familjen mätare. Inga underarter finns listade i Catalogue of Life.